# أبنر كوبيرن
أبنر كوبيرن هو محامي وشخصية أعمال وسياسي أمريكي، ولد في 22 مارس 1803 في Skowhegan, Maine ‏ في الولايات المتحدة، وتوفي بنفس المكان في 4 يناير 1885. نشط حزبياً في الحزب الجمهوري. وقد انتخب حاكم مين ‏ (7 يناير 1863 – 6 يناير 1864) وانتخب عضو مجلس نواب مين ‏.